# Eudorylas concolor
Eudorylas concolor är en tvåvingeart som beskrevs av José Albertino Rafael 1991. Eudorylas concolor ingår i släktet Eudorylas och familjen ögonflugor. Inga underarter finns listade i Catalogue of Life.